# عصوية ذهبية قطب-جنوبية
عصوية ذهبية قطب-جنوبية (الاسم العلمي: Chryseobacterium antarcticum) هي نوع من البكتيريا، سلبية الغرام، تتبع جنس عصوية ذهبية.